# Атанас Стаматов
Атанас Костов Стаматов е български философ, доктор на философските науки, професор по история на философията и преподавател в СУ „Св. Климент Охридски“.

## Биография

### Ранни години
Атанас Костов Стаматов, роден на 1 септември 1953 г. в град Пещера, е български философ и историк на културата. Преподавал е история на философията и история на българската философска култура в СУ „Св. Климент Охридски“, Нов български университет и други български университети. Автор е на десетки изследвания в областта на българската философия, история и културна антропология. Член-основател е на Института за средновековна философия и култура (София).  Председател на Управителния съвет на Института за българска философска култура, София.
Като историк на философията аргументира тезата за ключовата роля на понятието „философска култура“ при документалните структурно-функционални изследвания в областта на философската българистика; понятие, което дава възможност за оптимални контекстуализации на философските идеи. Културно-историческите му интереси са насочени към ранната българска история. Той въвежда в реална историографска употреба арменските извори за ранната българска история. Ат. Стаматов е един от авторите, съставителите и отговорни редактори на първото пълно историко-картографско представяне на българските земи и българите в европейската и арабописмената картографски традиции.

### Образование
Възпитаник е на СПУ „Св. Климент Охридски“ (Пещера). Завършва философия и социология в СУ „Св. Климент Охридски“ (1977). Придобива научните степени „доктор по философия“ с дисертация на тема „Неохегелианството в България“ (1985) и „доктор на философските науки“ с дисертация на тема „Идеи за историята в българската културфилософска книжнина – 1878/1948 г.“ (2000). Избран е за професор по история на философията през 2001 г.

### Научна дейност

#### Участие в редакционни колегии
Член е на редакционните колегии на списание „Философски преглед“ (1991 – 1993); на философската библиотека „Семинар-333“ (1994-); отговорен редактор на сп. „Български философски преглед“ (2011-).

#### Сфери на научна работа
Работи активно в областта на историята на философията и българската философска култура, историографията, философия на историята и културната антропология.
От 2012 г. е ръководител на катедра „Философски и социални науки“ към Хуманитарния департамент на МГУ „Св. Иван Рилски“.

### Фотография
Атанас Стаматов е член и на Българския фотоклуб. Има публикувани фотографии в периодичния печат и книгоиздаването. Участвал е в изложби на групата „f-45".

## Избрана библиография
- Стаматов, А. К. и др. Памет без давност – болка без лек/ А. Стаматов, С. Стаматов. – София: МГУ, 1994. – 108 с.
- Европейски проекции върху българската философска култура. – Велико Търново: РИК „БИ“, 1996. – 144 с.
- Tempora incognita на ранната българска история. – София: МГУ, 1997. – 157 с.
- Идеи за историята в българската културфилософска книжнина (1878 – 1948). – София: ИК „Св. Иван Рилски“, 2000. – 220 с.
- Стаматов, А. К. и др. Избрани извори за българската история, Т. 1 – Древните българи и земите на Балканския полуостров до VІІ в./ А. Стаматов и др. – София: ЦИБ, 2002. – 167 с.
- Стаматов, А. К. и др. Философията на историята в България (1878 – 1948)/ А. Стаматов, А. Стойнев. – София: АИ „Проф. Марин Дринов“ 2002. – 575 с. (съставител и автор на встъпителна статия Българската историологична мисъл в опит за „оксидентализиране“ на родното (1878 – 1948).